# What Happens In Vegas, Stays In Vegas
"What Happens In Vegas, Stays In Vegas" (também conhecido What Happens Here, Stays In Vegas) é um slogan e campanha publicitária para a cidade de Las Vegas, Nevada.

## Origem
O slogan original foi criado em 2003 pela Las Vegas Convention and Visitors Authority e pela agência de publicidade R&amp;R Partners. A ideia era promover Las Vegas como mais do que um destino de jogo, promovendo a liberdade e o empoderamento dos adultos.
Em 2020, a campanha foi atualizada e lançada como “What Happens Here, Only Stays Here”.

## Na cultura popular
Quando os anúncios "What Happens Here, Stays In Vegas" estrearam em fevereiro de 2003, tornaram-se um "fenômeno cultural" quase instantâneo, de acordo com a Advertising Age. A frase foi referenciada por vários pilares da cultura pop, incluindo Saturday Night Live, Meet the Press, Jeopardy!, Roda da Fortuna,  o Oscar e outros. Dois anos após a estreia da campanha, a então primeira-dama, Laura Bush, usou o slogan em uma discussão com Jay Leno no The Tonight Show. Uma pesquisa no USA Today chamou a campanha de "mais eficaz" de 2003.
O slogan se tornou o nome da comédia americana de 2008 O Que Acontece em Vegas. Também inspirou uma canção de mesmo nome de Usher, bem como a série de filmes The Hangover.